# BarlowGirl
BarlowGirl war eine seit 2000 auftretende christliche Rockband aus Chicago, Illinois bestehend aus den drei Schwestern Alyssa, Becca und Lauren Barlow. Bevor die drei Musikerinnen als eigene Band fungierten, waren sie als Backgroundmusikerinnen für ihren Vater Vince aktiv. Seit dem 14. Oktober 2003 stand die Girlband bei dem christlichen Independent-Label Fervent Records unter Vertrag.

## Hintergrund
Die Band wurde seit 2005 mehrfach für den GMA Dove Award nominiert. Ihr Alben Another Journal Entry (2005) und How Can We Be Silent (2007) waren in den US-amerikanischen Charts vertreten.
Die Schwestern verkündeten im Oktober 2012, dass sie die Band auflösen würden. Am 29. Oktober 2012 gaben sie einen letzten Online-Auftritt, bei dem sie auch ihren zuletzt komponierten Song Hope Will Lead Us On spielten.

## Diskografie

### Alben
- 2004: BarlowGirl (Fervent Records)
- 2005: Another Journal Entry (Fervent Records)
- 2007: How Can We Be Silent (Fervent Records)
- 2008: Home for Christmas (Fervent Records, Word Records)
- 2009: Love & War (Fervent Records)

### Singles
- 2003: Harder Than the First Time
- 2004: Never Alone
- 2004: Mirror
- 2005: On My Own
- 2005: Let Go
- 2005: I Need You to Love Me
- 2006: Grey
- 2006: Enough
- 2007: Here's My Life
- 2007: Million Voices
- 2007: I Believe in Love
- 2009: Beautiful Ending